# Watley's End
Watley's End – osada w Anglii, w hrabstwie ceremonialnym Gloucestershire, w dystrykcie (unitary authority) South Gloucestershire. Leży 7 km na północny wschód od miasta Bristol i 166 km na zachód od Londynu.